# Pechino Express (undicesima edizione)
L'undicesima edizione del reality Pechino Express, sottotitolata La rotta del dragone, è andata in onda in prima serata su Sky Uno e in streaming su Now dal 7 marzo al 9 maggio 2024 per 10 puntate. La conduzione è affidata per il decimo anno consecutivo a Costantino della Gherardesca, affiancato per la prima volta da Gianluca "Fru" Colucci.
In questa edizione, i concorrenti hanno attraversato tre Paesi dell'Asia: Vietnam, Laos e Sri Lanka. In alcune puntate, la tappa intermedia col Libro Rosso donerà alla prima coppia classificata l’immunità e alla seconda una posizione in classifica, mentre in altre tappe si svolgerà, come di consueto, la prova immunità o la prova vantaggio.
Come sempre, tutti i premi vinti sono andati in beneficenza ad organizzazioni che operano nei Paesi visitati nel corso del programma.
L'edizione è stata vinta da I pasticcieri, coppia formata da Damiano e Massimiliano Carrara.
Il programma viene trasmesso in replica su TV8 dal 13 settembre al 15 novembre 2024.

## Concorrenti
| Coppia           | Componenti                              | Classifica | Stato                |
| ---------------- | --------------------------------------- | ---------- | -------------------- |
| I pasticcieri    | Damiano e Massimiliano Carrara          | 1ª         | Vincitori            |
| Italia Argentina | Estefania Bernal e Antonella Fiordelisi | 2ª         | Seconde classificate |
| Le amiche        | Maddalena Corvaglia e Barbara Petrillo  | 3ª         | Eliminate            |
| Le ballerine     | Maddalena Svevi e Megan Ria             | 4ª         | Eliminate            |
| I fratm          | Artem Tkachuk e Antonio Orefice         | 5ª         | Eliminati            |
| I Caressa        | Fabio ed Eleonora Caressa               | 6ª         | Eliminati            |
| I giganti        | Kristian Ghedina e Francesca Piccinini  | 7ª         | Eliminati            |
| I brillanti      | Nancy Brilli e Pierluigi Iorio          | 8ª         | Eliminati            |
| I romagnoli      | Paolo Cevoli ed Elisabetta Garuffi      | 9ª         | Eliminati            |

## Ospiti
| Ospite                 | Ruolo                                                                       |
| ---------------------- | --------------------------------------------------------------------------- |
| Dario Vergassola       | Componenti della coppia de I lumaconi nella 6ª tappa in qualità di handicap |
| Maria Rosa Petolicchio | Componenti della coppia de I lumaconi nella 6ª tappa in qualità di handicap |

## Tappe
| Puntata | Paese          | Partenza                           | Intermedio                           | Intermedio                           | Arrivo                                  | Lunghezza                 |
| ------- | -------------- | ---------------------------------- | ------------------------------------ | ------------------------------------ | --------------------------------------- | ------------------------- |
| 1       | Vietnam        | Tam Cốc (tempio Thai Vi)           | Hanoi (quartiere vecchio)            | Hanoi (quartiere vecchio)            | Lạng Sơn (grotta di Nhị Thanh)          | 288 km                    |
| 2       | Vietnam        | Lạng Sơn (piazza Hoàng Văn Thụ)    | Phúc Sen (casa del villaggio)        | Phúc Sen (casa del villaggio)        | Cao Bằng (monumento ai caduti)          | 180 km                    |
| 3       | Vietnam        | Cao Bằng (tempio Kỳ Sầm)           | Cao Kỳ (villaggio di Ban Pho)        | Cao Kỳ (villaggio di Ban Pho)        | Lào Cai (parco Đền Thượng)              | 526 km                    |
| 4       | Vietnam        | Lào Cai (parco Đền Thượng)         | Ta Van (villaggio di Lao Chải)       | Mường Chà (mercato)                  | Điện Biên Phủ (monumento alla vittoria) | 454 km                    |
| T       | Vietnam Laos   | Điện Biên Phủ - Muang Xay          | Điện Biên Phủ - Muang Xay            | Điện Biên Phủ - Muang Xay            | Điện Biên Phủ - Muang Xay               | 132 km (in linea d'aria)  |
| 5       | Laos           | Muang Xay (pagoda Phu That)        | Nasiengdy (scuola elementare Tonkit) | Nasiengdy (scuola elementare Tonkit) | Luang Prabang (tempio di Wat Aham)      | 263 km                    |
| 6       | Laos           | Luang Prabang (tempio di Wat Aham) | Vang Vieng                           | Vang Vieng                           | Vientiane (Parco di Buddha)             | 420 km                    |
| T       | Laos Sri Lanka | Vientiane - Negombo                | Vientiane - Negombo                  | Vientiane - Negombo                  | Vientiane - Negombo                     | 2743 km (in linea d'aria) |
| 7       | Sri Lanka      | Negombo (spiaggia)                 | Ambalangoda (Ariyapala Mask Museum)  | Ambalangoda (Ariyapala Mask Museum)  | Galle (Black Fort)                      | 170 km                    |
| 8       | Sri Lanka      | Galle (faro)                       | Udawalawa (Elephant Transit Home)    | Udawalawa (Elephant Transit Home)    | Kandy (lago)                            | 387 km                    |
| 9       | Sri Lanka      | Kandy (carcere di Bogambara)       | Polonnaruwa (Deepa Uyana Park)       | Polonnaruwa (Deepa Uyana Park)       | Mihintale (Kaludiya Pokuna)             | 233 km                    |
| 10      | Sri Lanka      | Anurādhapura (Ranmasu Uyana)       | Dambulla (Tempio d'oro)              | Dambulla (Tempio d'oro)              | Sigiriya (Roccia di Pidurangala)        | 119 km                    |
| Totale  | Totale         | Totale                             | Totale                               | Totale                               | Totale                                  | 5915 km                   |

## Tabella delle eliminazioni
Legenda
- Vincitori di Pechino Express
- Vincitori dell'immunità/vantaggio e della prova immunità/prova vantaggio
- Vincitori di tappa
- A rischio eliminazione
- La coppia arriva al traguardo con un vantaggio inferiore ai 30 minuti, o dopo, quella de I lumaconi (formata da Dario Vergassola e Maria Rosa Petolicchio) ed è automaticamente a rischio eliminazione
- La coppia si salva perché nella busta nera c'è scritto che la tappa non è eliminatoria
- La coppia è ultima in classifica e viene eliminata direttamente
- La coppia è arrivata al traguardo con la bandiera nera (retrocede di una posizione)

| Coppie                                  | 1ª puntata Vietnam | 1ª puntata Vietnam | 2ª puntata Vietnam | 2ª puntata Vietnam | 3ª puntata Vietnam     | 3ª puntata Vietnam     | 4ª puntata Vietnam     | 5ª puntata Laos        | 5ª puntata Laos        | 6ª puntata Laos        | 6ª puntata Laos        | 7ª puntata Sri Lanka   | 7ª puntata Sri Lanka   | 8ª puntata Sri Lanka   | 8ª puntata Sri Lanka   | 9ª puntata Sri Lanka   | 9ª puntata Sri Lanka   | 10ª puntata Sri Lanka  | 10ª puntata Sri Lanka   |
| --------------------------------------- | ------------------ | ------------------ | ------------------ | ------------------ | ---------------------- | ---------------------- | ---------------------- | ---------------------- | ---------------------- | ---------------------- | ---------------------- | ---------------------- | ---------------------- | ---------------------- | ---------------------- | ---------------------- | ---------------------- | ---------------------- | ----------------------- |
| Damiano e Massimiliano Carrara          | 3ª                 | 3ª                 | Immunità           | Immunità           | 1ª                     | 1ª                     | 3ª                     | Immunità               | Immunità               | 1ª                     | 1ª                     | 1ª → 2ª                | 1ª → 2ª                | 1ª                     | 1ª                     | Vantaggio              | 1ª                     | 1ª                     | 1ª                      |
| Estefania Bernal e Antonella Fiordelisi | Vantaggio          | 7ª → 6ª            | 4ª                 | 4ª                 | 7ª                     | 7ª                     | Immunità               | Vantaggio              | 1ª                     | 4ª                     | 4ª                     | Bandiera nera          | 5ª                     | 2ª → 3ª                | 2ª → 3ª                | 2ª                     | 2ª                     | 2ª                     | 2ª                      |
| Maddalena Corvaglia e Barbara Petrillo  | 5ª                 | 5ª                 | 6ª                 | 6ª                 | 3ª                     | 3ª                     | 1ª                     | 5ª                     | 5ª                     | 6ª                     | 6ª                     | Vantaggio              | 2ª → 1ª                | Vantaggio              | 3ª → 2ª                | 3ª                     | 3ª                     | 3ª                     | Eliminate (10ª puntata) |
| Maddalena Svevi e Megan Ria             | Non in gara        | Non in gara        | Non in gara        | Non in gara        | Bandiera nera          | 4ª → 5ª                | Immunità               | 3ª                     | 3ª                     | Vantaggio              | 3ª → 2ª                | 3ª                     | 3ª                     | 5ª                     | 5ª                     | 4ª                     | 4ª                     | Eliminate (9ª puntata) | Eliminate (9ª puntata)  |
| Artem Tkachuk e Antonio Orefice         | 4ª                 | 4ª                 | 5ª                 | 5ª                 | Immunità               | Immunità               | 4ª                     | 2ª                     | 2ª                     | 2ª → 3ª                | 2ª → 3ª                | 4ª                     | 4ª                     | 4ª                     | 4ª                     | Eliminati (8ª puntata) | Eliminati (8ª puntata) | Eliminati (8ª puntata) | Eliminati (8ª puntata)  |
| Fabio ed Eleonora Caressa               | 2ª                 | 2ª                 | Vantaggio          | 1ª                 | 2ª                     | 2ª                     | 2ª                     | 4ª                     | 4ª                     | 5ª                     | 5ª                     | Eliminati (6ª puntata) | Eliminati (6ª puntata) | Eliminati (6ª puntata) | Eliminati (6ª puntata) | Eliminati (6ª puntata) | Eliminati (6ª puntata) | Eliminati (6ª puntata) | Eliminati (6ª puntata)  |
| Kristian Ghedina e Francesca Piccinini  | 6ª → 7ª            | 6ª → 7ª            | 2ª                 | 2ª                 | 6ª                     | 6ª                     | 6ª                     | 6ª                     | 6ª                     | Eliminati (5ª puntata) | Eliminati (5ª puntata) | Eliminati (5ª puntata) | Eliminati (5ª puntata) | Eliminati (5ª puntata) | Eliminati (5ª puntata) | Eliminati (5ª puntata) | Eliminati (5ª puntata) | Eliminati (5ª puntata) | Eliminati (5ª puntata)  |
| Nancy Brilli e Pierluigi Iorio          | Immunità           | Immunità           | 3ª                 | 3ª                 | 5ª → 4ª                | 5ª → 4ª                | 5ª                     | Eliminati (4ª puntata) | Eliminati (4ª puntata) | Eliminati (4ª puntata) | Eliminati (4ª puntata) | Eliminati (4ª puntata) | Eliminati (4ª puntata) | Eliminati (4ª puntata) | Eliminati (4ª puntata) | Eliminati (4ª puntata) | Eliminati (4ª puntata) | Eliminati (4ª puntata) | Eliminati (4ª puntata)  |
| Paolo Cevoli ed Elisabetta Garuffi      | 1ª                 | 1ª                 | 7ª                 | 7ª                 | Eliminati (2ª puntata) | Eliminati (2ª puntata) | Eliminati (2ª puntata) | Eliminati (2ª puntata) | Eliminati (2ª puntata) | Eliminati (2ª puntata) | Eliminati (2ª puntata) | Eliminati (2ª puntata) | Eliminati (2ª puntata) | Eliminati (2ª puntata) | Eliminati (2ª puntata) | Eliminati (2ª puntata) | Eliminati (2ª puntata) | Eliminati (2ª puntata) | Eliminati (2ª puntata)  |

## Immunità/vantaggio

### Traguardo dell'immunità o del vantaggio
A differenza delle ultimi edizioni, si è riproposto in una forma diversa il traguardo dell'immunità o del vantaggio. In questa edizione la prima coppia a raggiungere il Libro Rosso di Pechino Express si aggiudica l'immunità, un vantaggio e un bonus; la seconda coppia si aggiudica una posizione in più nella classifica finale di tappa. Nella quarta puntata, l'ultima in Vietnam, il Libro Rosso di Pechino Express è stato proposto due volte, in entrambi i luoghi la coppia arrivata per prima si è aggiudicata l'immunità. Nella settima e nona puntata, la coppia che ha raggiunto per prima il Libro Rosso di Pechino Express ha guadagnato un posto nella classifica finale di tappa.
| Puntata | Tappa       | 1ª coppia        | 2ª coppia        |
| ------- | ----------- | ---------------- | ---------------- |
| 1       | Hanoi       | I brillanti      | Italia Argentina |
| 2       | Phúc Sen    | I pasticcieri    | I Caressa        |
| 4       | Ta Van      | Le ballerine     | -                |
| 4       | Mường Chà   | Italia Argentina | -                |
| 5       | Nasiengdy   | I pasticcieri    | Italia Argentina |
| 7       | Ambalangoda | Le amiche        | -                |
| 9       | Polonnaruwa | I pasticcieri    | -                |

### Prova immunità/vantaggio
Nella terza tappa è stata svolta la prima prova immunità e nella sesta la prima prova vantaggio.
- Coppia vincitrice dell'immunità/del vantaggio

| Puntata | Tappa      | 1ª coppia    | 2ª coppia | 3ª coppia    | 4ª coppia     |
| ------- | ---------- | ------------ | --------- | ------------ | ------------- |
| 3       | Cao Kỳ     | I brillanti  | I fratm   | I Caressa    | I pasticcieri |
| 6       | Vang Vieng | Le amiche    | I Caressa | Le ballerine | -             |
| 8       | Udawalawa  | Le ballerine | Le amiche | I fratm      | -             |

## Malus
| Puntata | Handicap iniziale                                                                                               | Coppia/e                 | Handicap intermedio | Coppia/e         |
| ------- | --- | ------------------------ | --- | ---------------- |
| 1       | Nessuno | Nessuno                  | Portare una marionetta a forma di dragone e un attore al teatro delle marionette sull'acqua | Italia Argentina |
| 2       | Partire per penultimi dopo 10 minuti                                                                            | I Caressa                | Usare un mezzo di trasporto fino alla prossima missione a scelta dei Pasticcieri (tranne per i Caressa che possono scegliere quale vogliono utilizzare): pickup (i Caressa e le amiche), trattori (i fratm e i brillanti), due coppie di biciclette (i romagnoli e Italia Argentina), una sola bicicletta (i giganti). | Tutte le coppie  |
| 2       | Partire per ultimi dopo 15 minuti                                                                               | I brillanti              | Usare un mezzo di trasporto fino alla prossima missione a scelta dei Pasticcieri (tranne per i Caressa che possono scegliere quale vogliono utilizzare): pickup (i Caressa e le amiche), trattori (i fratm e i brillanti), due coppie di biciclette (i romagnoli e Italia Argentina), una sola bicicletta (i giganti). | Tutte le coppie  |
| 3       | Partire per penultimi dopo 10 minuti                                                                            | I pasticcieri            | Partire con Fru come zavorra, che costringe a risolvere un quiz sulle bandiere prima di ripartire in possesso. Inoltre Fru è in possesso della bandiera nera, che fa retrocedere di una posizione nella classifica finale di tappa                                                                                     | I brillanti      |
| 3       | Partire per ultimi dopo 15 minuti                                                                               | Le amiche                | Partire con Fru come zavorra, che costringe a risolvere un quiz sulle bandiere prima di ripartire in possesso. Inoltre Fru è in possesso della bandiera nera, che fa retrocedere di una posizione nella classifica finale di tappa                                                                                     | I brillanti      |
| 4       | Partire per penultimi dopo 10 minuti                                                                            | I brillanti              | Partire per ultimi e trovare la bandiera del Vietnam nel museo e portarla a Costantino prima di ripartire | I fratm          |
| 4       | Partire per ultimi dopo 15 minuti                                                                               | I Caressa                | Partire per ultimi e trovare la bandiera del Vietnam nel museo e portarla a Costantino prima di ripartire | I fratm          |
| 5       | Quando chiamati alla radio si devono fermare per 20 minuti, ammenoché non trovano un gong e riescono a suonarlo | I giganti e le ballerine | Viaggiare con una insegnante fino al villaggio di Sang Hai, durante il tragitto devono fermarsi per delle commissioni | Italia Argentina |
| 6       | Partire per penultimi dopo 10 minuti                                                                            | Artem e Megan            | Fare due volte la missione successiva | Italia Argentina |
| 6       | Partire per ultimi dopo 15 minuti                                                                               | Antonio e Barbara        | Fare due volte la missione successiva | Italia Argentina |
| 6       | Partire per ultimi dopo 15 minuti                                                                               | Antonio e Barbara        | Tutte le coppie che arrivano al traguardo dopo la coppia de I lumaconi o con un vantaggio inferiore di 30 minuti, sono a rischio eliminazione | Tutte le coppie  |
| 7       | Prima di affrontare la prima missione, devono trovare un pesce volante nel mercato e portarlo a Fru             | Le amiche                | Partire con la bandiera nera, che fa retrocedere di una posizione nella classifica finale, e un membro con una maschera da indossare fino a quando non viene comunicato la possibilità di rimuoverla | Le ballerine     |
| 8       | Portare un cestino per la colazione ai pescatori a Khataluwa                                                    | I fratm                  | Fermarsi due volte per cinque minuti | Italia Argentina |
| 9       | Acquistare e portare a Costantino una torta di suo gusto prima di partire verso il luogo della missione         | Le ballerine             | Scendere dal mezzo sul quale stanno viaggiando e fare autostop in senso contrario | Italia Argentina |
| 10      | Partire per ultimi dopo 10 minuti                                                                               | Le amiche                | Nessuno | Nessuno          |

## Vantaggio/Bonus
| Puntata | Vantaggio/Bonus                                                                                | Coppia/e         |
| ------- | ---------------------------------------------------------------------------------------------- | ---------------- |
| 1       | Assistere allo spettacolo di marionette sull'acqua                                             | I brillanti      |
| 1       | Guadagnare una posizione nella classifica finale di tappa                                      | Italia Argentina |
| 2       | Ammirare le cascate di Bản Giốc                                                                | I pasticcieri    |
| 2       | Guadagnare una posizione nella classifica finale di tappa e scelta del mezzo con cui ripartire | I Caressa        |
| 3       | Immunità dall'eliminazione e visita di un tipico villaggio thai                                | I fratm          |
| 4       | Immunità dall'eliminazione e passeggiata sul ponte del dragone                                 | Le ballerine     |
| 4       | Immunità dall'eliminazione                                                                     | Italia Argentina |
| 5       | Immunità dall'eliminazione, fare il bagno con gli elefanti e passare una notte in hotel        | I pasticcieri    |
| 5       | Guadagnare una posizione nella classifica finale di tappa                                      | Italia Argentina |
| 6       | Guadagnare una posizione nella classifica finale di tappa                                      | Le ballerine     |
| 7       | Guadagnare una posizione nella classifica finale di tappa                                      | Le amiche        |
| 8       | Guadagnare una posizione nella classifica finale di tappa                                      | Le amiche        |
| 9       | Guadagnare una posizione nella classifica finale di tappa                                      | I pasticcieri    |
| 10      | –                                                                                              | –                |

## Puntate

### 1ª tappa (Tam Cốc → Lạng Sơn)
La prima puntata è andata in onda in prima visione il 7 marzo 2024.

#### Missioni
- Missione iniziale: tutte le coppie devono trovare i tre strumenti necessari per affrontare il viaggio (zaino contenente i soldi e la mappa). Per recuperare lo zaino devono trovare la contadina raffigurata in una fotografia, che sta lavorando nei campi attorno al tempio, raccogliere e trasportare sino al fiume Rosso le foglie di loto che gli vengono consegnate per poi salire su una imbarcazione a remi. Dopo un breve tragitto dove persone del posto hanno guidato l'imbarcazione, i concorrenti devono prenderne le redini e remare in stile locale, se non ci riescono, trascorsi dieci minuti possono iniziare a remare con le mani e raggiungere il bamboo bar restaurant dove devono mangiare la zuppa di tartaruga per ricevere i propri zaini e scoprire l'indirizzo da raggiungere. Per recuperare la mappa, le coppie devono raggiungere il dragon view point di Mua Cave a Ninh Bình, per farlo devono salire 500 gradini e portare con loro una donna in abiti tradizionali con la quale fare una fotografia.
- Prima missione: i concorrenti, una volta raggiunto bamboo street ad Hanoi, con il denaro che gli viene consegnato (300000 đồng) devono acquistare dell'anice stellato, delle foglie di thão quyết minh e il tipico kit di oggetti di carta da bruciare per la vita nell'aldilà per poi raggiungere e consegnare il tutto a Costantino che li aspetta con il Libro Rosso di Pechino Express.

Vista di Lạng Sơn, traguardo della 1ª tappa

- Seconda missione: le coppie, una volta raggiunta la pagoda del villaggio Đại Lâm vicino a Tam Đa, devono risolvere un indovinello trovando la risposta che accomuna i nomi dei personaggi indicati e la loro data di nascita secondo la cultura vietnamita per ricevere un secchio contenente gli scarti della produzione di vino di riso, sul secchio è riportato l'indirizzo dove trovare Fru e, una volta raggiunto, devono trovare l'indizio nascosto nella stalla per scoprire il traguardo finale, situato a Lạng Sơn.

#### Bonus
La coppia arrivata per prima al Libro Rosso di Pechino Express ha avuto la possibilità di assistere allo spettacolo di marionette sull'acqua e di qualificarsi alla tappa successiva; inoltre ha assegnato un malus a una coppia avversaria che consisteva nel portare una marionetta a forma di dragone e un attore al teatro delle marionette sull'acqua prima di proseguire.

### 2ª tappa (Lạng Sơn → Cao Bằng)
La seconda puntata è andata in onda in prima visione il 14 marzo 2024.

#### Missioni

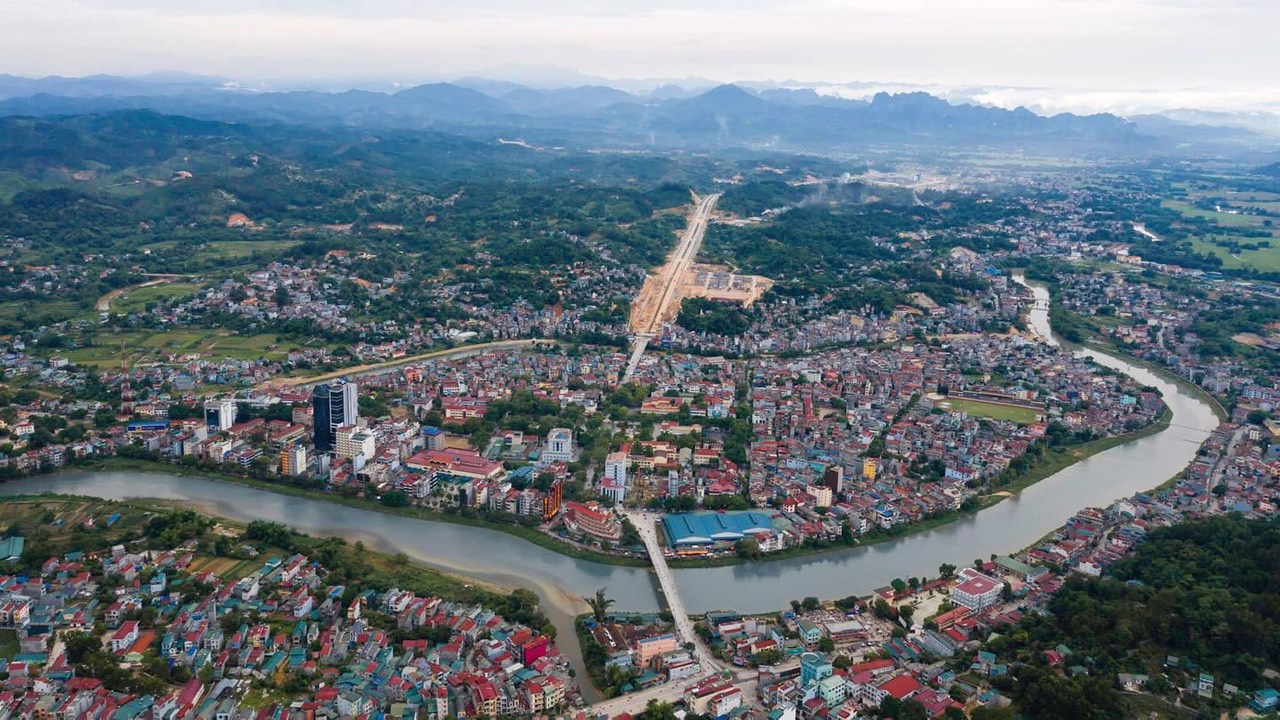
Cao Bằng, luogo di partenza della 3ª tappa

Prima di iniziare la tappa, i vincitori della tappa precedente, i romagnoli, hanno avuto la possibilità di scegliere due coppie alle quali assegnare un malus.
- Prima missione: tutte le coppie devono raggiungere il tempio Den Mau a Đồng Đăng portando con sé due offerte; una gallina bollita e un dragon fruit. Una volta consegnati i doni devono scegliere una bandiera colorata con la stampa di un dragone, il colore implica una diversa attività che fa perdere loro del tempo prima di ripartire.
- Seconda missione: i concorrenti, una volta raggiunto il villaggio Hưng Việt, devono trovare i quattro posti contrassegnati con il logo di Pechino Express dove sono nascoste statuette di animali da recuperare, imparare il loro termine in vietnamita senza poterli scrivere e tornare da Fru, se li dicono correttamente possono riprendere immediatamente il viaggio, contrariamente devono tornare a impararli.

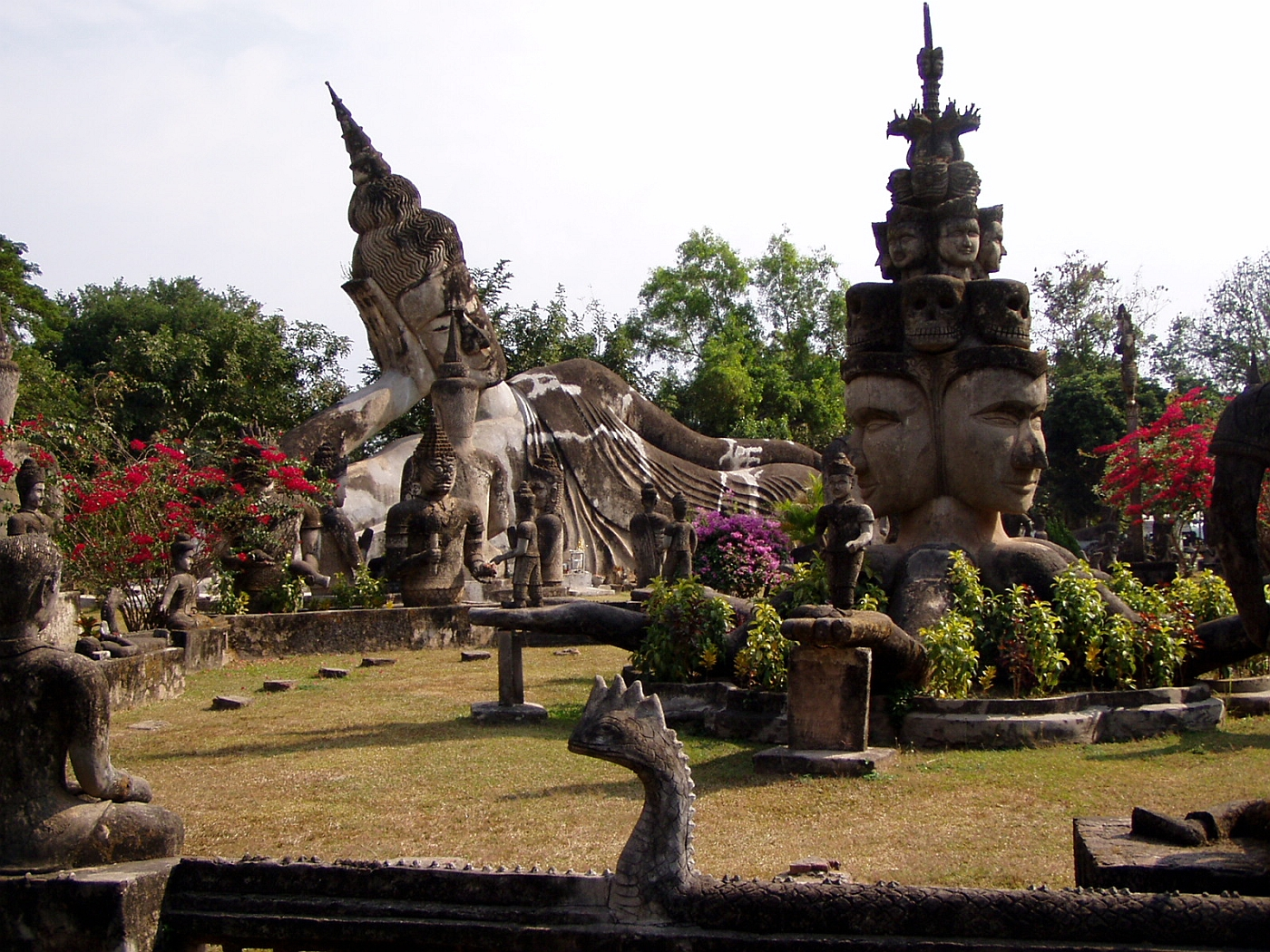
Il parco di Buddha, traguardo della 6ª tappa

- Terza missione: i viaggiatori, una volta raggiunto il villaggio di fabbri a Phúc Sen, devono trovare e recuperare tre coltelli diversi e consegnarli alle persone corrette del villaggio, prima di poter proseguire verso il Libro Rosso di Pechino Express.

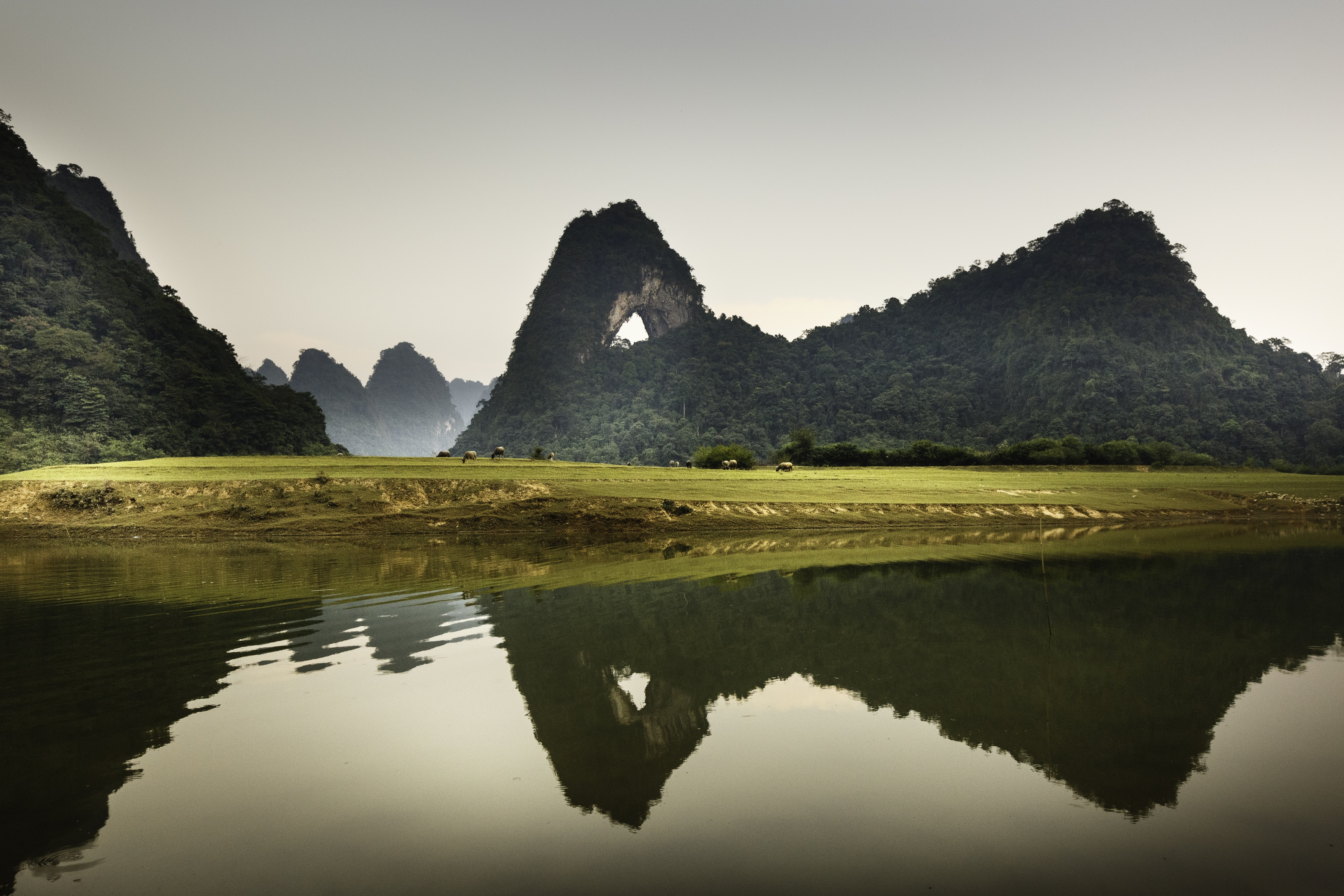
La Montagna dell'Occhio di Dio a Cao Bang, scenario di una missione della 2ª tappa

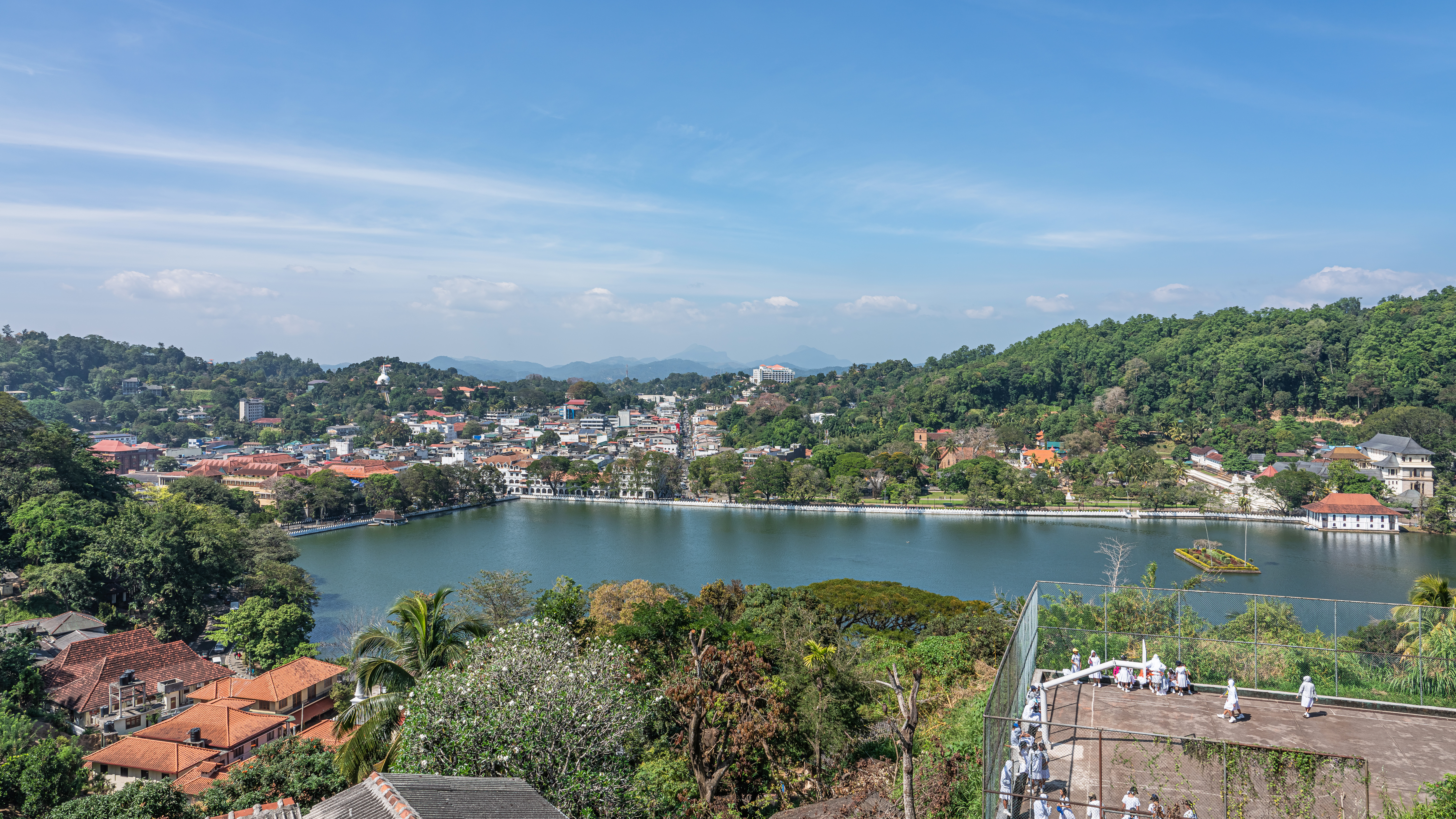
Kandy, traguardo dell'8ª tappa

- Quarta missione: le coppie, prima di raggiungere il tappeto rosso di Pechino Express, devono raccogliere quattro sacchetti pieni di riso e raggiungere la Núi Mát Thán dove devono cimentarsi nel ném còn, un tipico gioco vietnamita, nel quale devono fare "canestro" con almeno un sacchetto, se non ci riescono devono attendere 10 minuti prima di ripartire.

#### Bonus
La coppia arrivata per prima al Libro Rosso di Pechino Express ha avuto la possibilità di ammirare le cascate di Bản Giốc e di qualificarsi alla tappa successiva; inoltre hanno assegnato malus a tutte le coppie avversarie, tranne i Caressa, che consisteva nell'assegnare il mezzo di trasporto da utilizzare nel tragitto che li separa dalla partenza al luogo dove si svolte la quarta missione.

### 3ª tappa (Cao Bằng → Lào Cai)
La terza puntata è andata in onda in prima visione il 21 marzo 2024.

#### Missioni
Prima di iniziare la tappa, entra in gioco la nuova coppia le ballerine e i vincitori della tappa precedente, i Caressa, hanno avuto la possibilità di scegliere due coppie alle quali assegnare un malus.
- Prima missione: tutte le coppie devono raggiungere il mercato di Cao Bình e cimentarsi nel "rice cooking competition", una particolare competizione tradizionale per la cottura del riso, se non è cotto le coppie devono fare un giro aggiuntivo attorno al mercato. La prima coppia a ripartire ha scelto le coppie che devono viaggiare insieme verso la prossima missione su un mezzo uguale per tutti.
- Seconda missione: i concorrenti, una volta raggiunto il villaggio di Vân Tùng, devono trovare una casa con il logo di Pechino Express e cimentarsi nella realizzazione dei noodles di riso, consegnarli al ristorante indicato con i quali cucina il phở per loro che devono mangiarlo interamente con le bacchette prima di poter proseguire il viaggio verso il Libro Rosso di Pechino Express. Le prime quattro coppie arrivate si sfidano nella prova immunità.
- Terza missione: i viaggiatori, prima di raggiungere il tappeto rosso di Pechino Express, devono imparare il testo di una canzone vietnamita per bambini, Một Con Vịt, e cantarla davanti a dalle mamme al Nhac Son Park, se non sono soddisfatte le coppie devono tornare a studiare e esibirsi nuovamente.

#### Prova immunità
Le quattro coppie qualificate alla prova immunità si affrontano nella guerra dei cuscini. Il gioco è ad eliminazione e l'ultima coppia rimasta vince la prova immunità. Durante la battaglia, l'altro componente di ogni coppia può distrarre il combattente avversario lanciandogli dei gavettoni.

#### Bonus
La coppia che ha vinto la prova immunità ha avuto la possibilità di visitare un tipico villaggio thai e di qualificarsi alla tappa successiva; inoltre ha assegnato un malus a una coppia avversaria che consiste nel viaggiare con Fru, che viaggia con la Fru Flag (bandiera nera) che fa perdere una posizione al traguardo finale di tappa e può essere passato ad un'altra coppia che, prima di fare autostop, deve risolvere un quiz sulle bandiere.

### 4ª tappa (Lào Cai → Điện Biên Phủ)
La quarta puntata è andata in onda in prima visione il 28 marzo 2024.

#### Missioni
Prima di iniziare la tappa, i vincitori della tappa precedente, i pasticcieri, hanno avuto la possibilità di scegliere due coppie alle quali assegnare un malus.
- Prima missione: tutte le coppie devono viaggiare con una donna di etnia hmong e raggiungere la loro abitazione nel villaggio di Bắc Hà, dove hanno tre tentativi per vestirsi come lei, se si vestono correttamente gli viene consegnata la busta rossa con l'indirizzo dove raggiungere Fru, contrariamente devono attendere dieci minuti prima di ripartire. La prima coppia a raggiungerlo al palazzo di Hoang A Tuong, Italia Argentina, non deve cercare un alloggio per la notte e hanno la possibilità di scegliere una patologia tra 8 da assegnare a tutte le coppie, ogni patalogia ha un diverso tempo che devono aspettare nella successiva missione.
- Seconda missione: i concorrenti, una volta raggiunto il mercato di Bắc Hà, devono trovare lo sciamano e bere la pozione preparata per poi aspettare i minuti della loro patologia prima di ripartire.
- Terza missione: i viaggiatori, una volta raggiunto Ta Van, devono trovare una donna con le mani color indaco e il logo di pechino express per poi raggiungere il Libro Rosso di Pechino Express.
- Quarta missione: le coppie devono usare gli smartphone dati loro per fare tre fotografie contenenti: bufali in un campo, un contadino/a che indossa il nón lá, un gruppo di dieci motorini e relativi conducenti. La prima coppia a raggiungere Fru al mercato di Muhon Cha si qualifica alla tappa successiva, se le foto sono corrette; le altre coppie devono proseguire verso la prossima missione.

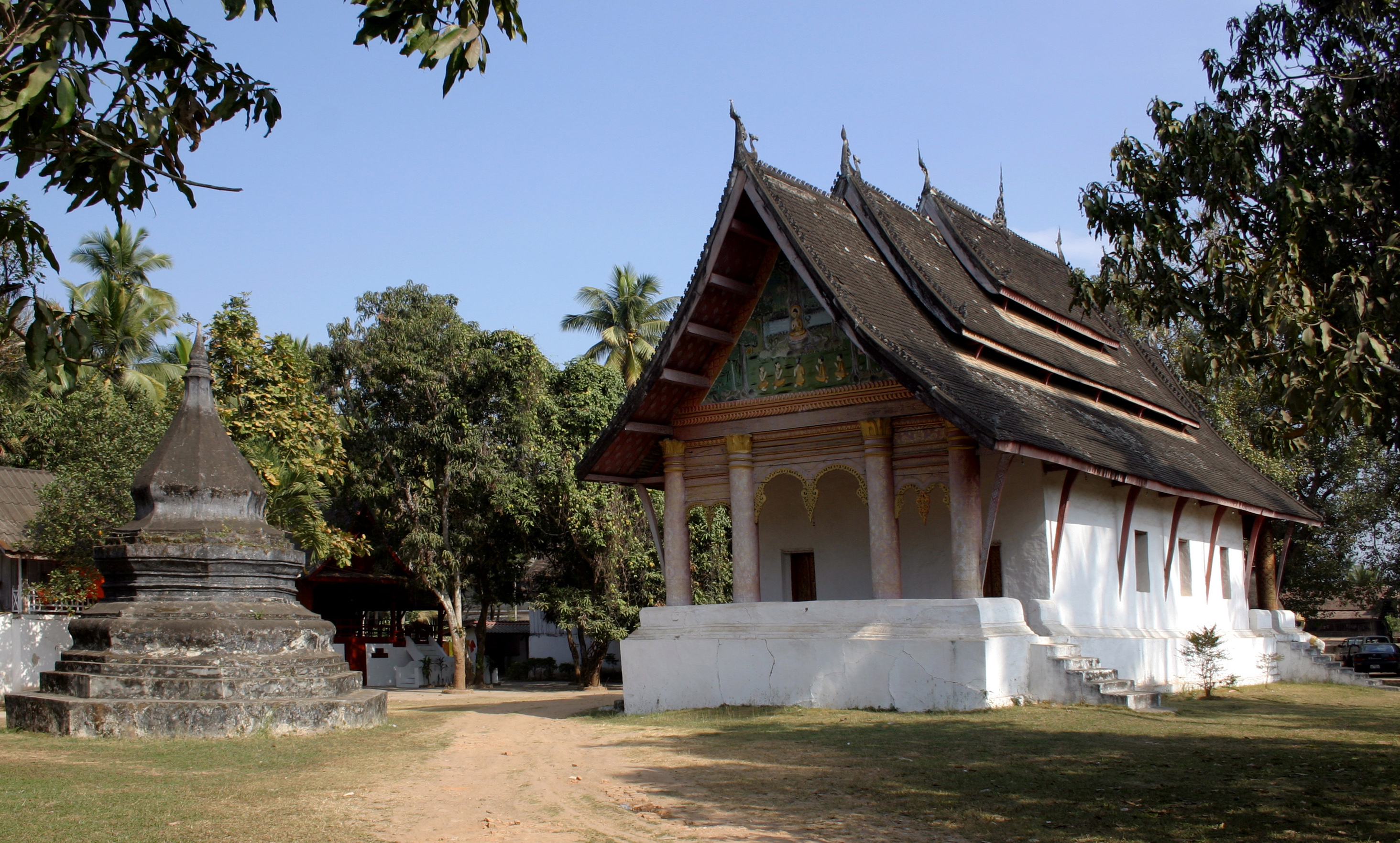
Il tempio di Wat Aham, traguardo della 5ª tappa e punto di partenza della 6ª tappa

- Quinta missione: i concorrenti, una volta raggiunto Mường Pồn, devono trovare una donna di etnia tai dam che ha la coda dei capelli lunga almeno 1 m.

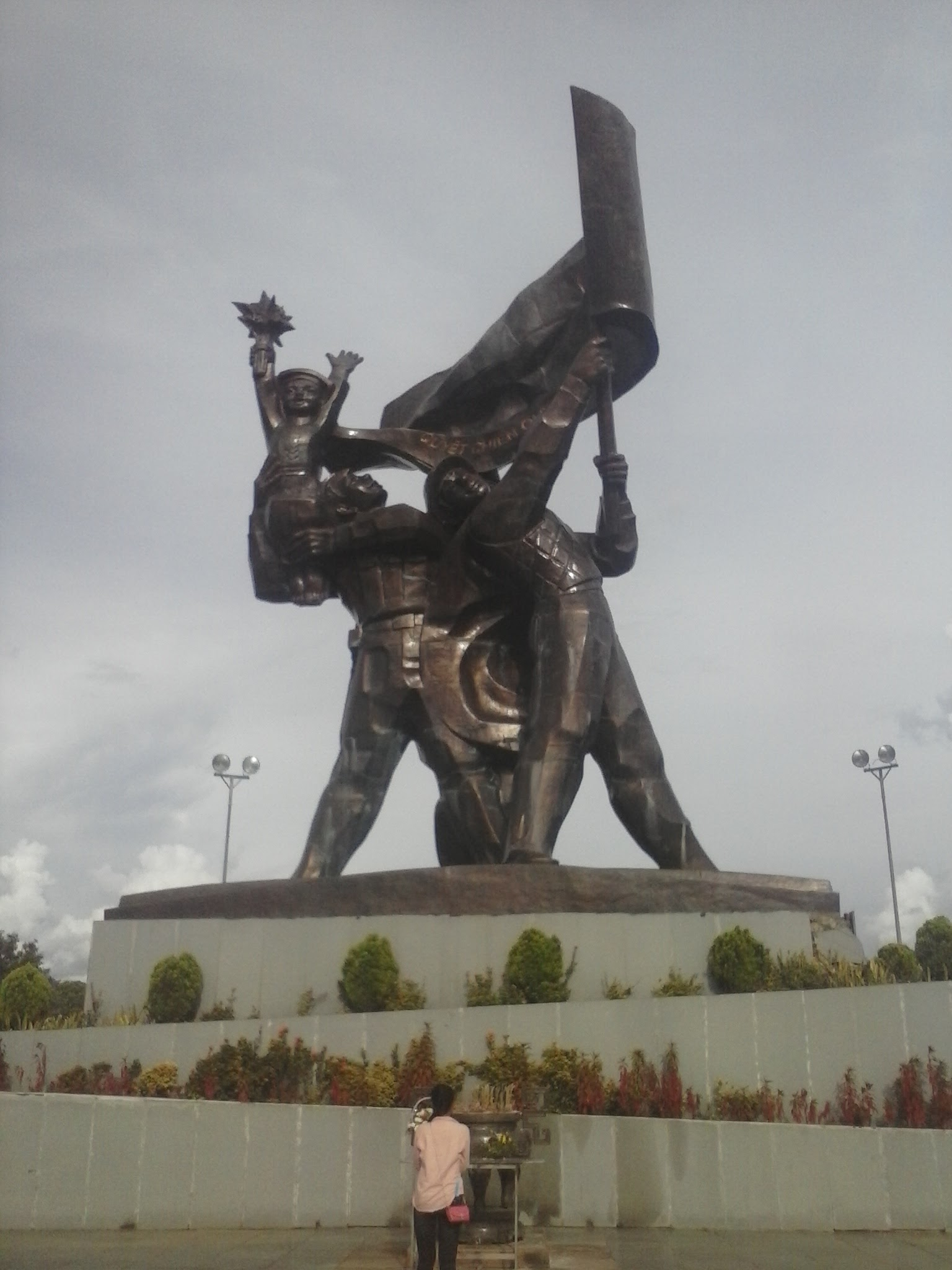
Il monumento alla vittoria, traguardo della 4ª tappa

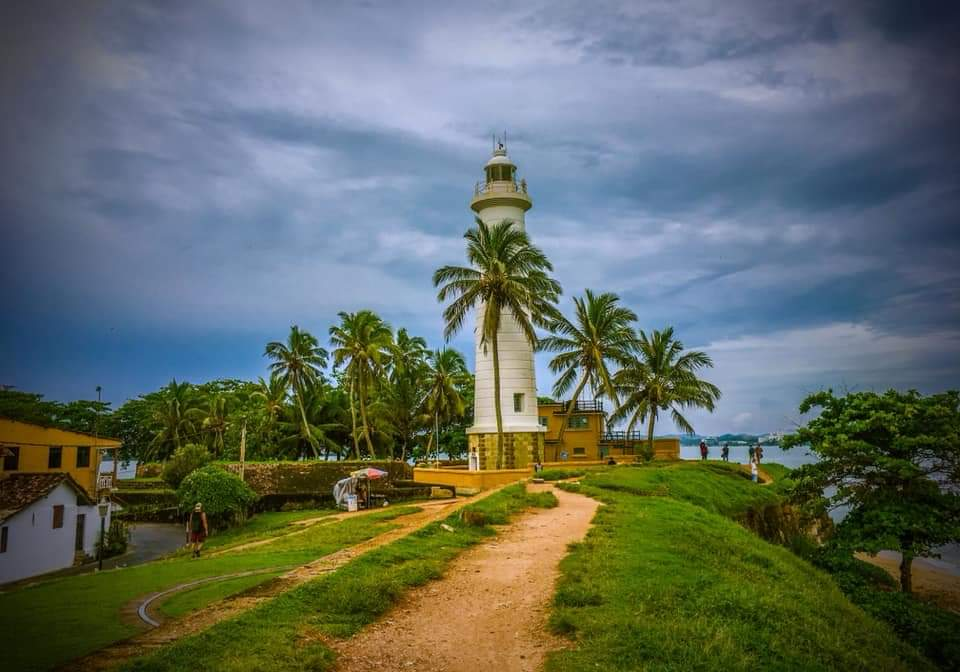
Galle, traguardo della 7ª tappa

- Sesta missione: i viaggiatori devono raggiungere il tappeto rosso di Pechino Express, il luogo è rappresentato da una statuetta che gli viene consegnato.

#### Bonus
La coppia arrivata per prima al Libro Rosso di Pechino Express, a Ta Van, ha avuto la possibilità di passeggiare sul ponte del dragone tra le nuvole e di qualificarsi alla tappa successiva; inoltre ha assegnato un malus a una coppia avversaria che consisteva nel ripartire per ultimi e trovare la bandiera del Vietnam nel museo e portarla a Costantino prima di partire per la missione successiva.
Un secondo Libro Rosso di Pechino Express, posto a Mường Chà, ha permesso alla prima coppia arrivata di qualificarsi alla tappa successiva.

### 5ª tappa (Muang Xay → Luang Prabang)
La quinta puntata è andata in onda in prima visione il 4 aprile 2024.

#### Missioni
Prima di iniziare la tappa, i vincitori della tappa precedente, le amiche, hanno avuto la possibilità di scegliere due coppie alle quali assegnare un malus.
- Prima missione: tutte le coppie ricevono dai monaci una pergamena con scritta una preghiera in laotiano da imparare. Una volta raggiunto il tempio Na Khon, devono recitare la preghiera imparata davanti ad un monaco.
- Seconda missione: i concorrenti devono raggiungere il fiume Mekong e, navigando lungo il fiume su una canoa, recuperare 7 teste di nāga. Una volta a riva devono raggiungere la Pha Kuang Cave e consegnare le sette teste, recuperare la statua del Mujalin e consegnarla a Fru al Som Nang Viewpoint che sovrasta la vallata.
- Terza missione: i viaggiatori, una volta raggiunta la scuola elementare Tonkit a Nasiengdy, devono imparare i numeri da 1 a 20 e i segni matematici in laotiano e raggiungere il Libro Rosso di Pechino Express ma, prima di firmarlo, devono risolvere una operazione matematica.
- Quarta missione: le coppie, una volta raggiunto il tempio a Ban Xang Hai, devono preparare due bottiglie di lao-lao, tipica bevanda alcolica laotiana.

- Quinta missione: i concorrenti, prima di raggiungere il tappeto rosso di Pechino Express, devono raggiungere il tempio What Pha O e portare a termine un compito che i monaci svolgono quotidianamente, pescandoli da un vaso, consistenti in: pulire i bagni comuni, tagliare l'erba, portare la legna in cucina, lavare i pavimenti della shala, imbiancare, recitare un mantra buddhista con i monaci.

#### Bonus
La coppia arrivata per prima al Libro Rosso di Pechino Express ha avuto la possibilità di fare il bagno con gli elefanti, passare una notte in hotel e di qualificarsi alla tappa successiva; inoltre ha assegnato un malus a una coppia avversaria che consisteva nel viaggiare con una insegnante fino al villaggio di Sang Hai, durante il tragitto devono fermarsi per delle commissioni.

### 6ª tappa (Luang Prabang → Vientiane)
La sesta puntata è andata in onda in prima visione il 11 aprile 2024.

#### Missioni
Prima di iniziare la tappa, i vincitori della tappa precedente, Italia Argentina, hanno avuto la possibilità di scegliere due coppie alle quali assegnare un malus.
- Prima missione: le coppie sono state mischiate:
  - Massimiliano e Estefania;
  - Antonio e Barbara;
  - Antonella ed Eleonora;
  - Maddalena Corvaglia e Maddalena Svevi;
  - Fabio e Damiano;
  - Artem e Megan.

le nuove coppie, una volta raggiunto il Kok Ngiew Temple, devono  trasportare una campana, che è appesa centralmente su una asta, lungo un percorso senza farla suonare, se la campana rintocca le coppie subiscono una penalità di 90 secondi prima di ripartire. All'arrivo devono posare la campana e suonare il gong prima di continuare il viaggio.
- Seconda missione: i concorrenti, una volta raggiunto il bike rental a Vang Vieng, devono percorrere 15 km in bicicletta, un componente con una bici da passeggio e l'altro con una mountain bike. Arrivate al Libro Rosso, le coppie per potersi qualificare per la prova vantaggio devono aspettare il compagno originario. Le prime tre coppie ricongiunte si affrontano nella prova immunità.

- Terza missione: i viaggiatori, una volta raggiunto il mercato di Tong Mang, devono affrontare i "sette mostri" di Pechino Express. I concorrenti a turno devono girare tre volte ciascuno una ruota e mangiare il cibo contenuto nello spicchio indicato da una bandierina: serpente, becco d'anatra fritto, sangue cotto, grilli giganti, vermi d'acqua, rana allo spiedo e placenta di mucca. Se la ruota si ferma su uno spicchio vuoto si può saltare il turno. Al termine della missione, le coppie ricevono la busta con le indicazioni per raggiungere il tappeto rosso di Pechino Express.

#### Prova vantaggio
Le tre coppie qualificate alla prova vantaggio si affrontano in un gioco. Un componente della coppia deve affrontare un percorso nuotando con un canotto fino a raggiungere la riva, dove è posta una ruota che devono far ruotare e sulla quale sono presenti più spicchi con indicate due figure distinte, la zip-line e l'altalena. In base a dove si è fermata la ruota, il concorrente deve salire su una piattaforma e usare il metodo estratto per tuffarsi in acqua passando attraverso un segno rosso, il più vicino corrisponde a 1 L, quello intermedio a 2 L, mentre quello più disante a 3 L. Arrivati sulla riva opposta, devono prendere la giara con il quantitativo di acqua che hanno ottenuto, tornare al punto di partenza e riversare l'acqua nella giara di una coppia avversaria. Il componente che è rimasto al punto di partenza con la giara in mano, deve resistere senza farla cadere per il peso. L'ultima coppia a rimanere con la giara in mano vince la prova vantaggio.

#### Bonus
La coppia che ha vinto la prova vantaggio ha guadagnato una posizione nella classifica finale di tappa; inoltre ha assegnato un malus a una coppia avversaria che consisteva nel consegnarli una busta contenente una fiche x2, che la costringe a ripetere la missione successiva.

### 7ª tappa (Negombo → Galle)
La settima puntata è andata in onda in prima visione il 18 aprile 2024.

#### Missioni
Prima di iniziare la tappa, i vincitori della tappa precedente, i pasticcieri, hanno avuto la possibilità di scegliere una coppia alla quale assegnare un malus.
- Prima missione: tutte le coppie devono raggiungere il mercato di pesce e aiutare i pescatori a preparare il pesce per l'essicatura, prendendo del pesce sotto sale da dei barili, trasportarli con due ceste e posizionarli al sole.
- Seconda missione: i concorrenti, una volta raggiunta la chiesa Our Lady of Good Voyage, devono prendere un santino e segnarsi su di esso dieci nomi di chiese di Negombo, impararli a memoria e raggiungere Costantino alla Lotus Tower a Colombo, se non gli comunicano correttamente i dieci nomi devono attendere 10 minuti prima di ripartire.
- Terza missione: i viaggiatori devono raggiungere la cima della Lotus Tower e con l'utilizzo di un binocolo, una bussola e delle coordinate trovare la bandiera di Pechino Express nascosta nella città.
- Quarta missione: le coppie, una volta raggiunto il Pettah Market, devono memorizzare il nome e il numero assegnato a frutta e verdura locale che Fru gli mostra: Rasavalli Kilangu, Thalana Batu, Karawila, fagioli Avari, Wetakolu e Nelli. Poi devono acquistarli nel mercato, tornare da Fru e posizionarli nel numero corretto, per ogni elemento sbagliato devono attendere 2 minuti prima di ripartire.
- Quinta missione: i concorrenti, prima di proseguire verso il Libro Rosso di Pechino Express all'Ariyapala Mask Museum, devono realizzare una corda, fatta riutilizzando gusci di noci di cocco, con macchinari locali e utilizzarla per far saltare venti persone diverse.

- Sesta missione: i viaggiatori, raggiunta la città di Galle, devono salire su una bicicletta e, con l'aiuto di una mappa, trovare i numeri nascosti che uniti correttamente indicano l'anno di costruzione della prima biblioteca dello Sri Lanka e raggiungerla. Al suo interno è nascosto un indizio per raggiungere il tappeto rosso di Pechino Express.

#### Bonus
La coppia arrivata per prima al Libro Rosso di Pechino Express ha guadagnato una posizione nella classifica finale di tappa; inoltre ha assegnato due malus a una coppia avversaria, il primo consisteva nel partire con la bandiera nera, che fa retrocedere di una posizione nella classifica finale, mentre il secondo consisteva nell'indossare una maschera fino a quando non gli viene comunicato di rimuoverla.

### 8ª tappa (Galle → Kandy)
L'ottava puntata è andata in onda in prima visione il 25 aprile 2024.

#### Missioni
Prima di iniziare la tappa, le vincitrici della tappa precedente, le amiche, hanno avuto la possibilità di scegliere una coppia alla quale assegnare un malus.
- Prima missione: tutte le coppie devono raggiungere i tre luoghi indicati da Fru: la spiaggia di Dalawella, la spiaggia di Matara e il Blow Hole di Hummanaya. Una volta raggiunti i tre luoghi devono replicare gli scatti fotografici, con il telefono dato loro in dotazione, fatti in precedenza da Fru: la prima mentre si dondolano da una corda in riva all'oceano, la seconda scattandosi un selfie con un surfista con il logo di Pechino Express sulla tavola da surf, la terza mentre posano davanti allo schizzo d'acqua del blow hole.
- Seconda missione: i concorrenti, prima di raggiungere il Libro Rosso di Pechino Express, devono mangiare un piatto tipico singalese ognuno, il kottu. Le coppie possono anche non mangiare ma subiscono una penalità di 8 minuti per ogni piatto non mangiato.
- Terza missione: i viaggiatori, una volta raggiunta Ella, devono percorrere il sentiero che porta al ponte dei nove archi e imparare il nome delle sette fermate del treno da Ella a Kandy: Bandarawela, Haputale, Idalgashinna, Ohiya, Nanu-oya, Hatton e Peradeniya. Arrivati al ponte devono trovare il giudice e comunicargli le sette fermate correttamente, se sbagliano devono attendere 10 minuti prima di proseguire il viaggio.

- Quarta missione: le coppie, una volta raggiunta la piantagione di tè a Nuwara Eliya, devono lanciare i dadi i cui numeri sono associati ad una signora locale, più il numero è alto e più la signora è lontana. Poi devono raggiungerla con una cesta e imparare a raccogliere le foglie di tè, raccoglierne 400 g e tornare da Fru dove un giudice rimuove quelle non buone e le pesa; per ogni 10 g in più o in meno ricevono un minuto di penalità.

#### Prova vantaggio
Le tre coppie qualificate alla prova vantaggio si affrontano al gioco degli elefanti: i concorrenti devono raccogliere della frutta su un vassoio, passare da Fru e rispondere alla sua domanda correttamente, contrariamente gli vengono rimossi cinque frutti, e trasportarne il maggior quantitativo attraverso un percorso ad ostacoli, cercando di evitare che durante il tragitto gli elefanti mangino dal vassoio. La frutta viene raccolta in una cesta e al termine dei 20 minuti di gioco la coppia che ha raccolto il maggior peso vince la prova vantaggio.

#### Bonus
La coppia che ha vinto la prova vantaggio ha guadagnato una posizione nella classifica finale di tappa; inoltre ha assegnato un malus a una coppia avversaria che consisteva nel fermarsi, quando chiamata da Costantino, due volte per cinque minuti.

### 9ª tappa (Kandy → Mihintale)
La nona puntata è andata in onda in prima visione il 2 maggio 2024.

#### Missioni
Prima di iniziare la tappa, i vincitori della tappa precedente, i pasticcieri, hanno avuto la possibilità di scegliere una coppia alla quale assegnare un malus.
- Prima missione: tutte le coppie, una volta raggiunto il Royal Palace Park, devono imparare la coreografia di una danza tradizionale locale e replicarla davanti alla maestra di danza. Se eseguita correttamente possono ripartire, contrariamente devono tornare a studiare.
- Seconda missione: i concorrenti, una volta raggiunto il giardino delle erbe e delle spezie di Matale, devono imparare i dieci nomi di erbe e spezie ayurvediche locali in singalese e il loro utilizzo: inguru, karabunae, sadikka, kurundu, karapincha, kohomba, enasal, paengiri, gammiris e kaha. Raggiungere poi Fru, il quale mima problemi di salute, e indicare correttamente le erbe per proseguire il viaggio, se commettono errori devono tornare a studiare.
- Terza missione: i viaggiatori, una volta raggiunta l'antica città di Polonnaruwa, ricevono una lista contenente quindici nomi di re, tra questi devono individuare i cinque che sono inventati. Trovare il professore al tempio Menik Vehera e indicare solo i re corretti, prima di proseguire verso il Libro Rosso di Pechino Express.
- Quarta missione: le coppie, una volta raggiunto il parco nazionale di Minneriya, devono vestirsi da esploratori e salire su una jeep per un safari. Nei 17 kmf del percorso, ogni volta che l'autista si ferma devono rispondere correttamente al quesito che gli viene posto, se sbagliano devono attendere tre minuti prima di ripartire. Durante il tragitto devono anche utilizzare una macchina fotografica per fotografare almeno cinque animali diversi tra pavone, scimmia, sciacallo, elefante, cervo, bufalo, leopardo e coccodrillo. All'arrivo Fru controlla le foto, se ne mancano gli viene assegnata una penalità di dieci minuti.

#### Bonus
La coppia arrivata per prima al Libro Rosso di Pechino Express ha guadagnato una posizione nella classifica finale di tappa; inoltre ha assegnato un malus a una coppia avversaria che consisteva nel scendere dal mezzo sul quale stanno viaggiando e fare autostop in senso contrario.

### 10ª tappa (Anurādhapura → Sigiriya)
La decima puntata è andata in onda in prima visione il 9 maggio 2024.

#### Missioni
Prima di iniziare la tappa, i vincitori della tappa precedente, i pasticcieri, hanno avuto la possibilità di scegliere una coppia alla quale assegnare un malus.
- Prima missione: tutte le coppie, con i cestini e i soldi dati loro in dotazione, devono acquistare 12 banane rosse, 12 manghi, 12 ananas, 12 avocado e raggiungere la old bus station.
- Seconda missione: i concorrenti, prima di partire con l'autobus per la città sacra di Anurādhapura, devono raggruppare dieci persone vestite di bianco, almeno nella parte superiore, distribuire loro la frutta acquistata precedentemente e portarle con loro sino al tempio.
- Terza missione: i viaggiatori, una volta raggiunta la statua indicata, devono esprimere un desiderio e tirare una moneta facendola fermare nella nicchia della parete del tempio di Isurumuniya, come da usanza. Entrambi i concorrenti della coppia hanno cinque tentativi per farcela, contrariamente hanno una penalità di cinque minuti.
- Quarta missione: le coppie, una volta raggiunto la scuola nel villaggio Kalundegama, devono trovare le due carte corrispondenti ai dragoni, in un gioco a memoria. Se non riescono con i tentativi a loro disposizione, devono farsi leggere la mano dalla veggente, per poi ritentare. Una volta trovate le due carte corrette possono raggiungere l'incantatore di serpenti e prendere la busta con indicato l'indirizzo per raggiungere Costantino alla bandiera di Pechino.

#### Missioni finali
- Prima missione: tutte le coppie, una volta raggiunto il Central College Criket Playground di Sigiriya, devono indossare le uniformi da gioco e colpire la palla che viene loro lanciata. Ogni volta che la colpiscono possono indossare un visore VR per 90 secondi e, con l'aiuto di una mappa, cercare la bandiera di Pechino Express da raggiungere.
- Seconda missione: i concorrenti devono aiutare una famiglia locale ad attraversare il lago su una imbarcazione a remi e portando con sé una pianta di jackfruit, che devono piantare nel giardino della famiglia.
- Terza missione: i viaggiatori devono salire su un tuk-tuk che li trasporta per 2 km sino alla strada principale, durante il tragitto devono trovare l'indizio nascosto a bordo per raggiungere la prossima missione.
- Quarta missione: le coppie devono raggiungere la cima di Lion Rock dove le aspetta Fru, che gli racconta una storia. Finito il racconto fa una domanda sulla storia appena raccontata e, solo se rispondono correttamente, svela l'indirizzo da raggiungere. Una volta scoperta la destinazione finale, la coppia che per prima ha raggiunto il Tappeto Rosso ha vinto l'undicesima edizione di Pechino Express.

## Ascolti
Come nelle due precedenti stagioni, il dato considera gli ascolti cumulati prodotti su Sky Uno/+1, sull'On demand e replica nel primo giorno di trasmissione non essendo sempre disponibili i dati riferiti al solo passaggio lineare.
| Puntata    | Messa in onda  | Telespettatori | Share | Fonte  |
| ---------- | -------------- | -------------- | ----- | ------ |
| 1          | 7 marzo 2024   | 495 000        | 2,00% | [ 8 ]  |
| 2          | 14 marzo 2024  | 497 000        | 2,40% | [ 9 ]  |
| 3          | 21 marzo 2024  | 482 000        | 2,20% | [ 10 ] |
| 4          | 28 marzo 2024  | 568 000        | 2,70% | [ 11 ] |
| 5          | 4 aprile 2024  | 602 000        | 2,70% | [ 12 ] |
| 6          | 11 aprile 2024 | 459 000        | 2,00% | [ 13 ] |
| 7          | 18 aprile 2024 | 471 000        | 2,00% | [ 14 ] |
| 8          | 25 aprile 2024 | 480 000        | 2,30% | [ 15 ] |
| Semifinale | 2 maggio 2024  | 542 000        | 2,30% | [ 16 ] |
| Finale     | 9 maggio 2024  | 530 000        | 2,40% | [ 17 ] |
| Media      | Media          | 512 600        | 2,30% |        |